# Debrecen díszpolgárainak listája
A Debrecen Város Díszpolgára cím adományozásával a közgyűlés kifejezésre juttatja nagyrabecsülését azok iránt, akik egész életükben a város és lakossága érdekében munkálkodtak, illetőleg elismeri azok életművét, akik maradandót alkottak, hozzájárulva ezzel a város szellemi és anyagi gyarapodásához, a város nemzetközi hírnevének erősítéséhez.
Debrecen díszpolgárai:

## 1990-től
- 2021[1]
  - Dezső Zsigmond tervezőmérnök
  - Fekete Károly teológus, rektor
- 2020
- 2019
  - Barta János történész, professor emeritus
- 2018
  - Duffek Mihály, zongoraművész
  - Édes István, orvos, kardiológus
- 2017
  - Balla György, orvos
  - Győry Kálmán, matematikus
- 2016
  - Csikos Sándor, színművész
- 2015
  - Kóti Árpád, színművész, a nemzet színésze
  - Imre László, irodalomtörténész, rektor
- 2014
  - Csikai Gyula fizikus, akadémikus
  - Szabó Miklós  vállalkozó, a Tranzit-Ker Zrt. vezérigazgatója
- 2013
  - Nagy János egyetemi tanár
  - Risztov Éva sportoló, olimpiai bajnok
- 2012
  - Fésüs László orvos, biokémikus, sejtbiológus, egyetemi tanár, az MTA tagja
  - Pálinkás József atomfizikus, politikus, egyetemi tanár, az MTA tagja
- 2011
  - Abádi Nagy Zoltán irodalomtörténész, műfordító, egyetemi tanár, az MTA doktora
  - Hegedűs Lajos, a TEVA Gyógyszergyár Zrt. vezérigazgatója
- 2010
  - Aradi Csaba ökológus, címzetes egyetemi docens, a Hortobágyi Nemzeti Park nyugalmazott igazgatója
  - Lovas Rezső György fizikus, címzetes egyetemi tanár, az MTA tagja
- 2009
  - Bosák Nándor római katolikus megyés püspök
- 2008
  - Dr. Orosz István történész, professor emeritus
  - Dr. Péterffy Árpád szívsebész, professor emeritus
- 2007
  - Berkesi Sándor egyházkerületi és kollégiumi zeneigazgató, a Debreceni Református Kollégium Kántusának vezető karnagya
- 2006
  - Dr. Bölcskei Gusztáv református püspök
  - Miklóssy Ferenc ügyvezető igazgató
- 2005
  - Hapák József fotóművész
- 2004
  - Dr. Hevessy József korábbi polgármester
- 2003
  - Dr. Tamás Attila professzor emeritus, irodalomtörténész
  - Dr. Görömbei András tanszékvezető egyetemi tanár, akadémikus, irodalomtörténész
- 2002
  - Tréfás György operaénekes
  - Sass László kohász, ezüstkoszorús fémöntőmester
- 2001
  - Dr. Lipták András egyetemi tanár
- 2000
  - Dr. Módy György muzeológus, címzetes egyetemi docens
- 1999
  - Bényi Árpád festőművész
- 1999
  - Dr. Rácz István egyetemi tanár
- 1998
  - Dr. Ács Antal egyetemi tanár
- 1996
  - Dr. Gyires Béla akadémikus
  - Dr. Szabó Gábor akadémikus
  - Vásáry Tamás zongoraművész
- 1995
  - Bíró Lajos festőművész
  - Dr. Sándorné Nagy Margit kétszeres tornászolimpikon
  - Dr. Tóth Béla tudományos szakíró
- 1994
  - Kálmán Béla nyelvészprofesszor
  - Makszin Mihály gyémántdiplomás agrármérnök
- 1993
  - Dr. Berényi Dénes akadémikus
  - Dr. Gunda Béla irodalomtörténész
- 1992
  - Kiss Tamás költő
  - Dr. Balogh István néprajzkutató, történész

## 1945–1989
- 1989
  - Ács István ny. tanácselnök
- 1986
  - Balogh Endre ny. tanácselnök
  - Dr. Bartha Tibor református püspök
- 1979
  - Stozicski Ferenc, a Meszöv ny. igazgatója
  - Dr. Soó Rezső botanikus, ny.
  - Leonyid Iokinfomics Vasziljev ezredes
- 1978
  - Vadász László ny. igazgató
  - Anatolij Alekszandrovics Gromov, a moszkvai Csapágygyári Egyesülés vezérigazgatója
- 1977
  - Szabó Magda író
- 1976
  - Dr. Ambrus István ny. tanácselnök
- 1975
  - Holló László festőművész
- 1974
  - Apagyi Sándor, a Járműjavító dolgozója
  - Kállai Gyula, a Hazafias Népfront Országos Tanácsának elnöke
  - Ménes János ny. igazgató
  - Nagy Tiborné ny. igazgató
  - Dr. Rapcsák András egyetemi tanár
  - Tóth Mihály ny. igazgató
- 1971
  - Vlagyimir Ivanovics Jazdoszkij űrbiológus
  - Borisz Boriszovics Jegorov orvos, űrhajós
  - Jurij Arkacsijovics Rilov, az űrkutatási intézet tudományos titkára
  - Laboncz András kőműves

## 1920–1944
- 1937. február 23.
  - Báró Vay László államtitkár
- 1936. május 29.
  - vitéz Gömbös Gyula miniszterelnök
- 1926. június 15.
  - Gróf Bethlen István miniszterelnök
- 1926. március 18.
  - Dohnányi Ernő zongoraművész, a Zeneművészeti Akadémia volt igazgatója
  - Herczeg Ferenc író
  - Dr. Hubay Jenő hegedűművész, a Zeneművészeti Akadémia igazgatója
  - Rákosi Jenő író
  - Vecsey Ferenc hegedűművész
- 1923. október 19.
  - Déri Frigyes gyáros, a Déri Múzeum alapítója
- 1921. május 28.
  - Gróf Apponyi Albert országgyűlési képviselő

## 1850–1920
- 1917. február 9.
  - Dr. Némethy Károly államtitkár
- 1913. július 10.
  - Gróf Tisza István miniszterelnök
- 1903. május 23.

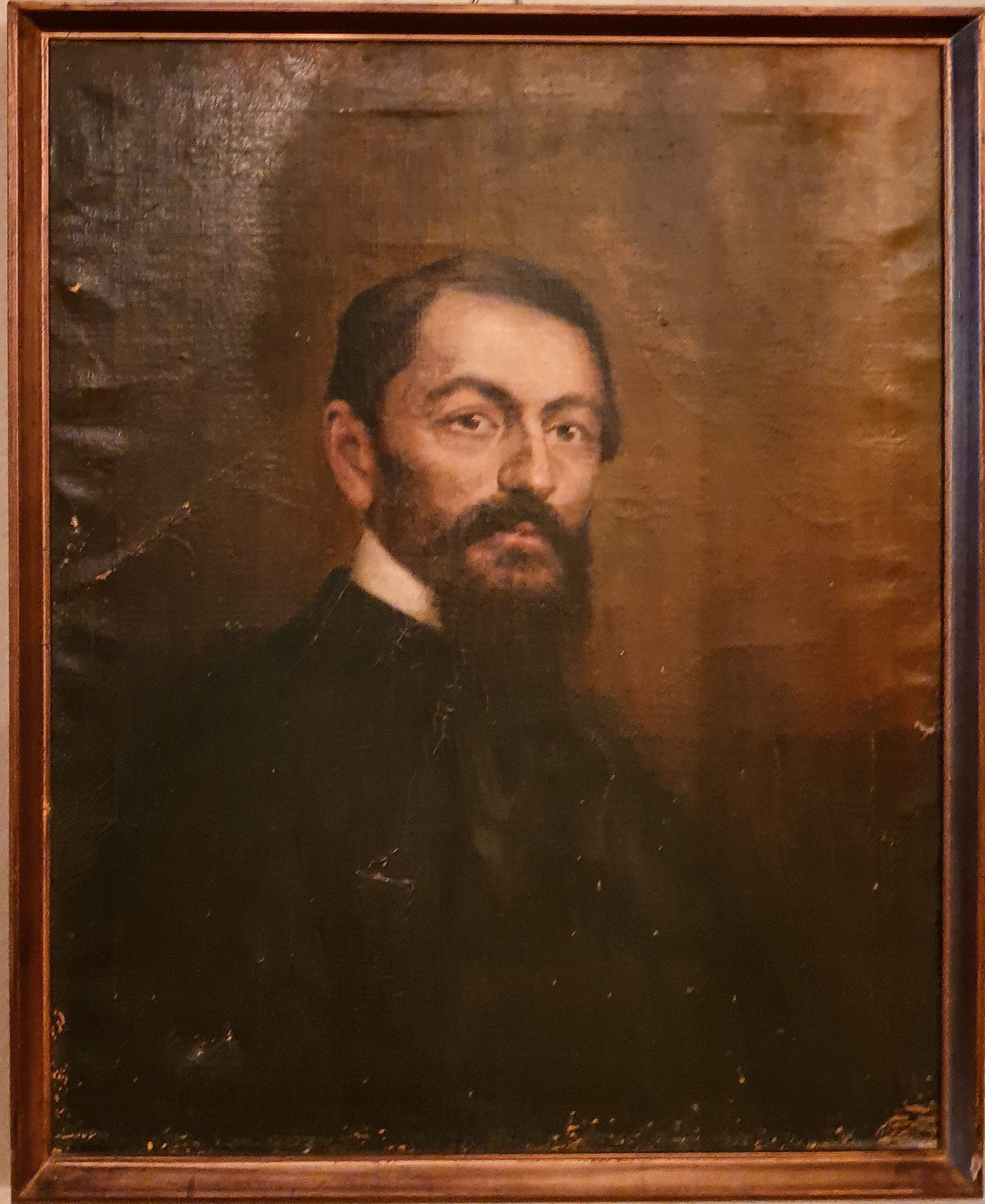
Somossy Ignác, Szabolcs vármegye alispánja

  - Dr. Thaly Kálmán országgyűlési képviselő, történész
- 1903. március 21.
  - Simonffy Imre kir. tanácsos, ny. polgármester
- 1894. június 7.
  - Gróf Csáky Albin vallás- és közoktatásügyi miniszter
  - Hieronymi Károly belügyminiszter
  - Szilágyi Dezső igazságügyi miniszter
  - Wekerle Sándor miniszterelnök

- 1893. július 27.
  - Ciotta János, Fiume polgármestere
- 1893. április 19.
  - Jókai Mór író
- 1865. május 26.
  - Prónay Izidor lovassági ezredes
- 1864. szeptember 22.

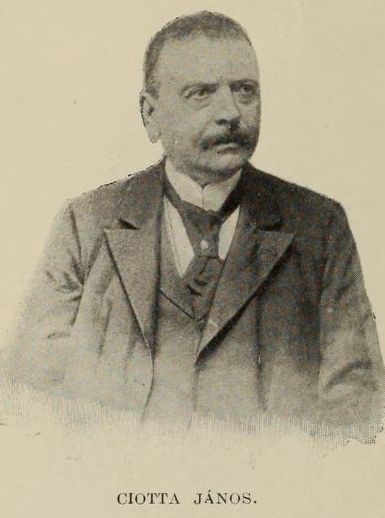
Ciotta János

  - Gróf Pálffy Móric Magyarország kerületi helytartója
  - Privitzer István, a kir. udvar másodkancellárja
  - Szabadszentkirályi Beke Kálmán alkancellár
  - Hajdú Lajos, Bihar vármegye főispáni helytartója
  - Abonyi István helytartótanácsos
- 1861. február 6.
  - Ábrahám Ádám, a debreceni nemzetőrök őrnagya
  - Ambrus János
  - Bartakovich Béla (Bartakovics Béla), egri érsek
  - Deák Ferenc táblabíró, országgyűlési követ
  - Gróf Dégenfeld Imre, a Tiszántúli Református Egyházkerület főgondnoka
  - Dobozy István királyi biztos, Bihar vármegyei főszolgabíró, táblabíró, honvéd alezredes, kormánybiztos, nemzetőrparancsnok
  - Farkas Vukotinovich horvát államférfi
  - Báró Garliczy Bódog, Bihar vármegye másodalispánja, főrendiházi tag
  - Gróf Haller Sándor
  - Jármy Imre
  - Kállay Emánuel

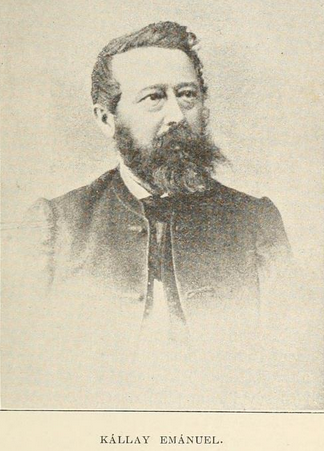
Kállay Emánuel

- - Gróf Kemény Ferenc, Erdély főkancellárja
  - Báró Kemény Zsigmond író
  - Kiss József
  - Kiss Pál ezredes, a bihari nemzetőrök parancsnoka
  - Klapka György honvédtábornok, Komárom védője
  - Kmety György honvédtábornok
  - Kossuth Lajos, Pest vármegye követe, kormányzó elnök
  - Gróf Mikó Imre közlekedési miniszter
  - Miskolczy Lajos, az érmelléki református egyházmegye gondnoka
  - Perczel Mór honvédtábornok
  - Pulszky Ferenc, a magyarországi múzeumok és könyvtárak országos felügyelője
  - Scitovszky János, esztergomi érsek
  - Somossy Ignácz, Szabolcs vármegye alispánja
  - Gróf Teleki László, a Határozati Párt vezetője
  - Tisza Kálmán politikus
  - Türr István olasz tábornagy
  - Uray Bálint, a nagyváradi kerület főispánja
  - Báró Vay Miklós, a Tiszántúli Református Egyházkerület főgondnoka
- 1857. augusztus 31.
  - Kőszegi Benedek cs. kir. távírdai hivatalfőnök
- 1856. április 1.
  - Báró Hauer István osztályfőnök, Albrecht magyarországi kormányzó mellett tanácsnok
  - Gróf hallerkői Haller Ferenc, Albrecht magyarországi kormányzó hadsegéde
- 1854. december 1.
  - Báró Baumgartner András cs. kir. pénzügyminiszter
  - Gróf vásonkői Zichy Ármin cs. kir. kamarás, a nagyváradi ker. helytartóság osztály elnöke
  - Báró Reichentein Ferenc cs. kir. udvari tanácsos
- 1854. május 13.
  - Gróf Grüne Károly, a király első szárnysegédje
  - Báró Kellner Frigyes, a király második szárnysegédje
  - Báró Reichentein Ferenc, a cs. kir. birodalmi csendőrség és rendőrség főnöke
- 1852. január 30.
  - Kisslinger József cs. kir. altábornagy, debreceni katonai parancsnok
- 1851. március 17.
  - Báró Geringer Károly, Magyarország cs. kir. ideiglenes helytartója
  - Bach Sándor cs. kir. belügyminiszter
  - Báró Bruck Károly cs. kir. kereskedelmi, ipari és postaügyi miniszter
- 1851. március 17.
  - Steinius János cs. kir. százados, Debrecen katonai térparancsnok
- 1850. szeptember 12.
  - zalakapocsi Domokos László cs. kir. valóságos udvarnok, a Római Árkádia Tudóstársaság rendes tagja
- 1850. szeptember 4.
  - Csorba János, a nagyváradi ker. miniszteri biztos előadója
- 1850. július 4.
  - Cseh Eduárd cs. kir. miniszteri biztos
  - Braunhoffi Braunhoffer János parancsnok

## 1835–1849
- 1849. január 17.
  - Besze János országgyűlési képviselő
- 1848. március 19.
  - Kossuth Lajos, Pest vármegye követe
  - Kézy László ny. kapitány
- 1845. október 4.
  - Gróf sárvári felsővidéki Széchenyi István, a Tisza szabályozására kiküldött bizottság elnöke
- 1845. május 19.
  - Deák Ferenc táblabíró, országgyűlési követ
- 1844. június 17.
  - Detrich Miklós kerületi kir. táblaülnök, Debrecen királyi biztosa
  - Gróf nagykárolyi Károlyi György, Békés vármegye főispánja, aranykulcsos vitéz
- 1840. augusztus 1.
  - Andaházi Szilágyi Mihály táblabíró
- 1838. március 17.
  - Báró Vécsey Miklós, Szatmár vármegye főispánja
- 1838. január 31.
  - Tusnádi Pálffy József, a Tiszántúl kerületi tábla elnöke
- 1835. december 16.
  - Bessenyői Beöthy Ödön, Bihar vármegye országgyűlési nagykövete, táblabíró
- 1835. január 31.
  - Ifj. báró vásárosnaményi Eötvös Ignác cs. kir. kamarás, Sáros vármegye főispánja
  - Gróf vajai Vay Miklós cs. kir. kamarás, Máramaros vármegye főispánja, Bereg vármegye főispáni helytartója
  - Gróf vajai Vay Miklós cs. kir. kamarás, a kir. ítélőtábla bírója, Borsod vármegye főispáni helytartója
  - Semesi Semsey Jób cs. kir. kamarás, Debrecen királyi biztosa